# Niclas Füllkrug
Niclas Füllkrug (Hannover, 1993. február 9. –) német válogatott labdarúgó, csatár, a West Ham United játékosa.
2024. június 7-én bekerült Julian Nagelsmann szövetségi kapitány 26 fős keretébe, amely a 2024-es labdarúgó-Európa-bajnokságon részt vett.

## Sikerei, díjai
- Bundesliga - A hónap játékosa: 2022 szeptember,[3] 2022 október[3]
- Bundesliga - A szezon csapatának tagja: 2022–23[4]
- VDV Bundesliga – A szezon csapatának tagja: 2022–23[5]
- A Bundesliga gólkirálya: 2022–23[6]